# Atlas (Lee Lawrie)
Atlas, o "Atlante" in italiano, è una statua di bronzo sita nel cortile dell'International Building, edificio che fa parte del Rockefeller Center di Midtown Manhattan, a New York. Dà sulla Quinta Strada, di fronte alla cattedrale di San Patrizio. La scultura raffigura il mitico titano Atlante nell'atto di reggere il cielo.
Installata nel 1937, è opera dello scultore Lee Lawrie, con l'assistenza di Rene Paul Chambellan. È una scultura in stile Art déco, così come l'intero Rockefeller Center. La scultura è alta 15 piedi (4,6 m), mentre l'intera opera è alta 45 piedi (13,7 m); pesa 7 short ton (6,4 tonnellate) ed è la più grande scultura del Rockefeller Center.
Nell'Atlas, il personaggio di Atlante è raffigurato mentre regge la volta celeste sulle spalle. L'asse nord-sud della sfera armillare che è sulle spalle del personaggio indica la reale posizione della stella polare vista proprio dalla città di New York. La statua si erge su una gamba muscolosa ed è posta in cima a un piccolo piedistallo di pietra, il cui angolo frontale è rivolto verso la Quinta Strada.
All'inaugurazione dell'Atlas, nel 1937, vi furono alcune proteste che sostenevano che il personaggio assomigliasse a Benito Mussolini. Successivamente, il pittore James Montgomery Flagg, famoso per il manifesto politico dello "zio Sam", dichiarò che Atlas "sembra troppo come Mussolini crede di sembrare". Da allora l'opera è stata presa come simbolo del movimento filosofico detto oggettivismo ed è stata associata al romanzo di Ayn Rand La rivolta di Atlante del 1957.
Atlas è presente in quasi tutti gli episodi della serie televisiva 30 Rock ed appare in numerose fotografie cinematografiche relative al grattacielo "30 Rockefeller Plaza", edificio principale del complesso del Rockefeller Center. Il nome ufficiale del palazzo, dal 2015, è "Comcast Building" ma è più noto tra i nuovaiorchesi col nome mutuato dall'indirizzo stradale e spesso abbreviato affettuosamente in "30 Rock".
La maggior parte dei ristoranti della catena statunitense Rainforest Cafe hanno una statua simile a questa in una cascata con una fontana, con la scritta "Salva la foresta pluviale" in lettere al neon verdi sull'equatore del globo.